# زينب أباد (زين أباد)
زینب أباد (بالفارسية: زین‌آباد) هي مستوطنة تقع في إيران في قسم زين أباد الريفي. يقدر عدد سكانها بـ 1,611 نسمة .